# Fiona Spence
Fiona Spence (ur. 10 października 1948 w Kent) – australijska aktorka filmowa, teatralna i telewizyjna. Jest najbardziej znana z ról w serialach telewizyjnych Więźniarki i Zatoka serc.

## Wybrana Filmografia
- 1977: Glenview High
- 1979: Więźniarki – Vera Bennett
- 1988: Zatoka serc – Celia Stewart
- 1993: Law of the Land – Maggie Mulcahy
- 2008: Chata pełna Rafterów – Eleanor

## Życie Prywatne
Fiona Spence jest lesbijką, a jej partnerką była scenarzystka Denise Morgan.